# Scandalo di notte
Scandalo di notte (Fast and Loose) è un film del 1954 diretto da Gordon Parry.